# 朱尚質
朱尚質（1495年—？），字宗商，直隸河間府瀋陽中屯衛軍籍，應天府句容縣人，明朝政治人物。

## 生平
嘉靖十年（1531年）辛卯科順天府鄉試第三十名舉人。嘉靖十四年（1535年）中式乙未科會試第一百二十六名，登第三甲第一百九十六名進士。

## 家族
曾祖朱福；祖父朱欽，曾任知縣；父朱偉，曾任貢士。母李氏。慈侍下。